# 서울은로초등학교
서울은로초등학교(서울恩露初等學校)는 대한민국 서울특별시 동작구 흑석동에 있는 공립 초등학교이다.

## 학교 연혁
- 1908년 11월 1일 유길준에 의해 2년제 서당 형식 은로학습 설립(본동)
- 1937년 3월 1일 공립 개편 인가
- 1939년 3월 25일 6년제 공립학교로 개편
- 1940년 7월 11일 흑석동 현 교사로 이전
- 1945년 9월 1일 서울은로국민학교로 재개교
- 1968년 9월 20일 명수대국민학교 분리
- 1996년 3월 1일 서울은로초등학교로 개칭

## 참고 문헌
- 서울은로초등학교 - 한국교육학술정보원 학교알리미

## 같이 보기
- 서울은로초등학교 축구단